# Klapsmühl’ am Rathaus

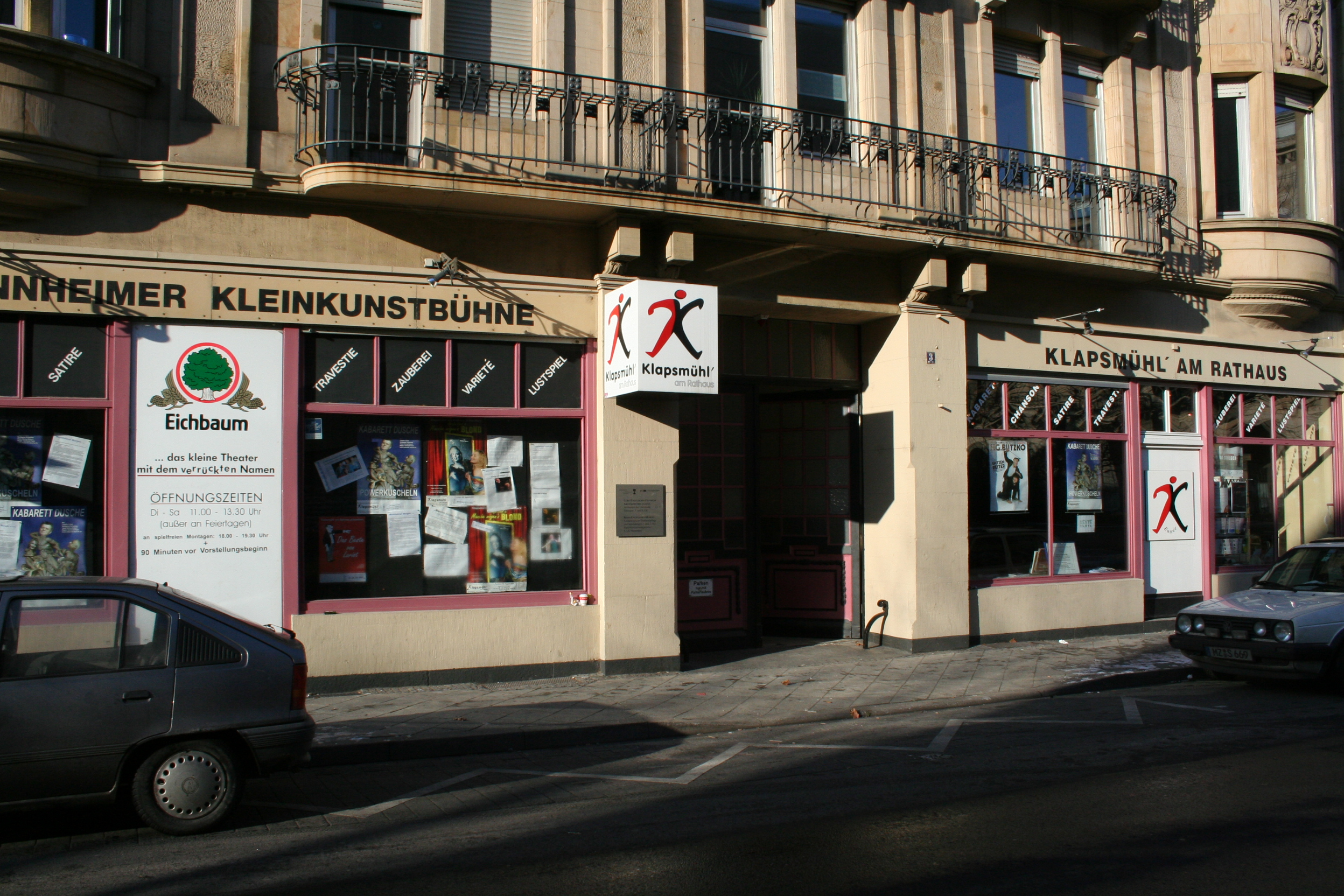
Klapsmühl’ am Rathaus

Die Klapsmühl’ am Rathaus ist eine Kleinkunstbühne in Mannheim.
Sie zählt heute zu den renommierten und etablierten Kabarett- und Comedytheatern in Deutschland. Das Haus-Ensemble Kabarett Dusche macht politisches Kabarett und bringt jedes Jahr im Oktober ein neues Programm heraus. Auf dem Spielplan stehen auch Eigenproduktionen von Komödien und Comedys wie z. B. Loriotprogrammen oder Heinz-Erhardt-Revuen. Das kleine Theater bietet Platz für 145 Personen. Es wird an ca. 240 Tagen im Jahr bespielt.

## Geschichte
Das Kabarett Dusche wurde 1976 von Klaus-Jürgen Hoffmann und Wolfgang Schmitter gegründet. Hauptspielorte waren zunächst das Haus der Jugend und die Alte Feuerwache. 1981 wurden sie mit dem ersten Kleinkunstpreis des Landes Baden-Württemberg geehrt. Ein Jahr später konnte die eigene Spielstätte, die Klapsmühl’ am Rathaus eingeweiht werden. Der größte Erfolg war das Programm Spiel’s nochmal Sam, basierend auf einer Woody-Allen-Komödie, das von 1987 bis 1990 fast immer ausverkauft war. Heute gilt die Dusche als eines der dienstältesten Ensemble-Kabaretts, das vor mehr als 500.000 Zuschauern spielte.
Im Laufe der Jahre war eine Vielzahl von Kabarettisten und Kleinkünstlern wie Dieter Hildebrandt, Harald Schmidt, Werner Schneyder, Helen Vita, Richard Rogler, Mathias Richling, Gerd Dudenhöffer, Georg Kreisler, Karl Dall, Robert Kreis, Bülent Ceylan oder „Chako“ Christian Habekost zu Gast in der Klapsmühl’.

## Weblink
- www.klapsmuehl.de/ – Internetpräsenz der Kleinkunstbühne.

Koordinaten: 49° 29′ 20,8″ N, 8° 27′ 41,8″ O